# Miguel Gómez (baseball)
Pour les articles homonymes, voir Miguel Gómez et Gómez.
Miguel Gómez (né le 17 décembre 1992 à Saint-Domingue en République dominicaine) est un joueur de champ intérieur droitier des Giants de San Francisco de la Ligue majeure de baseball.

## Carrière
Miguel Gómez signe son premier contrat professionnel en septembre 2011 avec les Giants de San Francisco. Débutant l'année suivante en ligues mineures, il évolue d'abord comme receveur en 2012, alterne entre les postes de receveur et de joueur de deuxième but en 2013 et 2014, puis entre ceux de receveur et de joueur de troisième but en 2015. Il joue surtout au troisième but en 2016, puis s'installe au deuxième but pour les Flying Squirrels de Richmond, le club-école de niveau Double-A des Giants de San Francisco, en 2017.
Gómez passe directement du niveau Double-A des mineures aux Giants, et fait ses débuts dans le baseball majeur le 7 juillet 2017. Comme frappeur suppléant le 9 juillet 2017, il réussit face au lanceur Kyle Barraclough des Marlins de Miami son premier coup sûr dans les majeures, et récolte ainsi son premier point produit.